# Ministère de l'Information et des Relations internationales
Le ministère de l’Information et des Relations internationales (anglais Department of Information & International Relations, DIIR) est chargé des affaires internationales et l'information de l'Administration centrale tibétaine (ACT). Le DIIR informe les Tibétains et l'opinion publique internationale sur les conditions politiques, les droits de l'homme et l'environnement au Tibet. 
Le DIIR coordonne les Bureaux du Tibet, des missions étrangères de l'ACT dans 13 pays basées à New Delhi, Katmandou, Genève, Washington, Tokyo, Londres, Moscou, Bruxelles, Canberra, Pretoria, Taipei, Paris et Sao Paolo. 
Le Tibet Policy Institute (en), Narthang Press et le Tibetan Computer Resource Center (TCRC) relèvent également de la tutelle directe du DIIR. Alors que la Narthang Press gère les responsabilités d'impression de l'ACT, la TCRC fournit des services informatiques et Internet à tous les départements de l'ACT.

## Histoire
Le ministère de l’Information et des Relations internationales a pour origine le Chisee Khang (le Bureau des relations extérieures) fondé en 1959 en exil en Inde. En mars 1969, la section des relations internationales du Chisee Khang a été placée sous l'égide du Bureau du dalaï-lama à New Delhi.
En 1971, la section d'information a été élargie pour inclure la publication Sheja et rebaptisée Bureau d'information et de publicité. Le 4 avril 1988, le Bureau a été encore agrandi et la section des relations internationales du Bureau de Delhi a été réintégrée et baptisé Department of Information & International Relations (DIIR).

## Division de l'information
La Division de l'information du DIIR œuvre à transmettre aux Tibétains et à la communauté internationale des informations sur les conditions politiques, les droits de l'homme et l'environnement au Tibet, et à maintenir la question tibétaine vivante. Cette division comporte quatre sections principales:

### Bureau de nouvelles du Tibet
Le Bureau de nouvelles du Tibet est l'aile d'information et de diffusion du Département. Les nouvelles et les informations sont diffusées en langues tibétaine, anglaise, hindi et chinoise par le biais de la presse écrite, du Web et de la télévision par le biais de :
Sheja, un journal mensuel en tibétain, publié pour la première fois en 1968, il vise à informer les Tibétains sur le Tibet et les activités de l'administration centrale tibétaine (ACT). Les lecteurs sont principalement concentrés en Inde, au Népal, au Bhoutan, en Suisse, aux États-Unis et au Canada.
Tibetan Freedom est le premier journal officiel tibétain publié en exil. Désormais publié chaque semaine, il présente des actualités sur le Tibet et les activités de l'ACT. Comme Sheja, ses principaux lecteurs sont des personnes de langue tibétaine .
Le Tibetan Bulletin, publié pour la première fois en 1967, est un magazine d'information bimensuel en anglais avec des sections sur le Tibet, l'actualité internationale et de l'ACT. Il vise à diffuser des informations sur le dalaï-lama, de l'ACT, les groupes de soutien au Tibet et le peuple tibétain à l'intérieur et à l'extérieur du Tibet.
Tibet.Net, le site Web officiel de l'ACT est un site Web trilingue en langues tibétaine, anglaise et chinoise. Une « police dynamique » spécialement développée pour l'écriture tibétaine permet aux internautes de télécharger automatiquement les pages en tibétain. 
Tibet TV est la chaîne de diffusion officielle de l'ACT. Il a été lancé en 2006 pour informer les Tibétains de la diaspora ainsi que des sympathisants de la cause tibétaine sur les problèmes du Tibet. Il diffuse des informations sur les activités et les enseignements du dalaï-lama, l'ACT et la situation actuelle des droits de l'homme au Tibet et sur les activités de la communauté de la diaspora. Tibet TV est actuellement l'une des principales sources d'information sur le Tibet et les questions tibétaines et l'information est diffusée en 12 langues : le tibétain, l'anglais, l'hindi, le chinois, le japonais, le français, l'allemand, le coréen, l'espagnol, l'italien, le népalais et le russe. Tibet TV produit des informations sur la culture, l'environnement, la langue et la religion tibétains. En outre, il produit également des films documentaires, des courts et longs métrages. Il utilise les médias sociaux (Facebook, YouTube, Instagram et Twitter) pour communiquer avec ses téléspectateurs et relaie également les informations via les opérateurs de télévision par câble locaux à Dharamsala.

### Musée du Tibet
Le musée du Tibet a été créé en 1998 dans le but de documenter, préserver, rechercher, exposer et informer les Tibétains et les non-Tibétains sur toutes les questions liées à l'histoire, à la culture et à la situation actuelle du Tibet.
Le musée vise à informer sur l'occupation chinoise du Tibet, à fournir des témoignages personnels sur les vies perdues au Tibet depuis l'occupation et à informer sur les abus continus perpétrés par le gouvernement chinois contre le peuple tibétain .
Il vise également à informer la communauté tibétaine en exil sur les valeurs de la démocratie, des droits de l'homme, de la protection de l'environnement, de la lutte pour la liberté, ainsi qu'à renforcer l'esprit tibétain et la fierté collective à travers des présentations sur l'histoire et la culture du Tibet.

### Traduction et publication
Cette section traduit les documents pertinents entre l'anglais et le tibétain pour toutes les publications du DIIR. Elle produit des livres, des brochures en tibétain, anglais et hindi sur divers aspects de la question tibétaine.

## Section des relations internationales
Cette section comporte cinq sous-sections.

### Bureaux du Tibet
Le DIIR gère les Bureaux du Tibet représentants dans treize capitales réparties sur les six continents (il s’agit de New Delhi, Katmandou, Genève, Washington, Tokyo, Londres, Canberra, Bruxelles, Moscou, Pretoria, Taipei, Paris et Sao Paulo). Ces bureaux fournissent des services consulaires pour les Tibétains dans les pays où ils sont repartis et ils maintiennent des relations avec les gouvernements, les parlementaires et les organisations de la société civile dans une douzaine de pays en dépit de l’absence de reconnaissance officielle comme mission diplomatique.
De nombreux gouvernements interagissent avec l’ACT et ses Bureaux du Tibet d’une façon similaire à leur interaction avec d’autres gouvernements.
L’établissement des Bureaux du Tibet et les privilèges qui leur furent accordés suggère leur reconnaissance implicite ou de facto. Cela est démontré par les demandes des gouvernements aux Bureaux du Tibet pour vérifier les certificats d’identité, la nationalité tibétaine et la bonne foi des demandeurs d’asiles affirmant venir du Tibet.
La première mission diplomatique du Tibet en dehors de l’Inde s’est ouverte à New York sous le nom de Bureaux du Tibet avec pour chef l’un des frères ainés du dalaï-lama Gyalo Thondup pour encourager activement une action de l’ONU en soutien au Tibet, ce qui mena à l’adoption des Résolution 1353 (1959), Résolution 1723 (1961) et Résolution 2079 (1965). 
Une deuxième mission est ouverte à Genève en 1964.

### Bureau des groupes de soutien Tibet
Les principales fonctions du bureau des groupes de soutien Tibet (TSG) sont d'informer les TSG sur les politiques et les initiatives de l'ACT.

### China Desk
Créé en 1994, l'objectif principal de China Desk est de sensibiliser le peuple chinois à l'extérieur de la Chine. Le China Desk est divisé en deux sections, dont l'une est chargée d'établir des contacts avec les Chinois, de tenir des réunions régulières sur la Chine et le Tibet, de publier des livres chinois sur le Tibet et de recevoir des visiteurs chinois de divers pays. L'autre section est responsable de la gestion du site officiel chinois : xizang-zhiye.org. Le site Web fournit des actualités et des informations générales sur le Tibet et la communauté tibétaine en exil. 

### Bureau des Nations unies, de l'union européenne et des droits de l'homme
Les principales activités de ce bureau sont de signaler les violations des droits de l'homme au Tibet et de fournir des informations sur la situation des droits de l'homme au Tibet à l'ONU et aux organisations connexes, aux groupes de défense des droits, aux gouvernements, aux parlements et aux particuliers.

### Section Protocole
Cette section est chargée de la réception d'invités officiels visitant Dharamsala. Les visiteurs peuvent inclure des diplomates, des responsables gouvernementaux, des parlementaires, des observateurs du Tibet et de la Chine, des membres de groupes de défense des droits de l'homme et d'ONG, des chercheurs sur des sujets liés au Tibet et des personnes intéressées par le Tibet et le peuple tibétain.

### Liste historique des ministres tibétains des Affaires étrangères
1. Thupten Tharpa Neshar (1959- 1969)
2. Juchen Thupten Namgyal (mai 1976 – décembre 1982)
3. Tenzin Geyche Tethong (mars 1983 – janvier 1985)
4. Tashi Wangdi (janvier 1985 – novembre 1988)
5. Lodi Gyaltsen Gyari (novembre 1988 – mai 1990)
6. Tenzin Namgyal Tethong (mai 1990 – juillet 1991)
7. Tashi Wangdi (août 1991 – août 1994)
8. Tenzin Namgyal Tethong (août 1994 – avril 1995)
9. Tashi Wangdi (novembre 1995 – avril 1997)
10. Tsewang Choegyal Tethong (avril 1997 – septembre 2001)
11. Samdhong Lobsang Tenzin (septembre 2001 – mars 2005)
12. Lobsang Nyandak Zayul (mars 2005 – 14  août 2006)
13. Samdhong Lobsang Tenzin (15 août 2006 – 4 octobre 2006)
14. Tempa Tsering (5 octobre 2006 – 27 novembre 2007)
15. Kesang Yangkyi Takla (novembre 28, 2007 – 8 août 2011)
16. Dicki Chhoyang (21 septembre 2011 – 28 février 2016)
17. Lobsang Sangay (28 février 2016 – 26 mai 2021)
18. Penpa Tsering (27 mai 2021 – 9 novembre 2021)
19. Norzin Dolma (depuis le 10 novembre 2021 – )